# 映画用語
映画用語（えいがようご）は、映画の用語の一覧。

## あ行
- アート・シアター
- アイデア映画（民主主義理念映画）
- アイマックス → IMAX
- アイリス → 絞り (光学)
- アヴァンギャルド映画（前衛映画）
- 赤狩り
- アカデミー賞
- アクション映画
- アクターズ・スタジオ
- アスペクト比（画面サイズも参照）
- アテレコ
- アトーン
- アニメーション
- アバンタイトル
- アニマティック
- アフレコ
- アベレージ
- アメコミ映画
- アメリカン・フィルム・インスティチュート
- アメリカ映画協会
- アメリカの夜
- アメリカン・ニューシネマ
- アラン・スミシー
- アリフレックス
- アルゴ・プロジェクト
- アンダーグラウンド映画（アングラ映画）
- インターバル撮影
- イマジナリーライン
- インターミッション
- インタータイトル
- インディペンデント映画
- イントレ ← イントレランスから
- 絵コンテ（えこんて）
- 映画産業
- 映団連 ← 映画産業団体連合会から
- 映倫 ← 映画倫理委員会から
- 映画サービスデー
- 映画史
- 映画製作
- 映画の日
- 映画のレイティングシステム
- エキストラ
- エンドロール
- オールスター
- お蔵入り
- オスカー
- オプティカル合成 ← 光学合成
- オプチカル・プリンター
- オマージュ
- オンリー

## か行
- カイエ・デュ・シネマ
- カット
- カットバック
- カメオ出演
- 観客動員数
- カチンコ
- 活動屋
- 活動写真
- カメフレックス
- カメラマン
- カメラワーク
- カラコレ ← カラーコレクションから
- キネマ
- 脚本
- キャスト
- 銀残し
- クランクイン
- クランクアップ
- クレジットタイトル
- クローズアップ
- クロスカッティング
- 組
- 興行
- 興行収入
- 興行成績
- 効果音
- 効果音楽
- 光学合成
- 合成
- 高速度撮影（ハイスピード撮影）
- コマ送り
- コマ落とし
- コンテ → 画コンテ

## さ行
- サイレント（無声）映画
- サウンドトラック
- 撮影
- 作家主義
- 三幕構成
- ショット
- シーン
- シークエンス
- 試写、試写会
- 実写
- シネマ
- 尺（上映時間）
- 正月映画
- シネマスコープ（シネスコ）
- シネマコンプレックス
- シネフィル（シネ・フィル）
- 惹句（キャッチコピー、キャッチフレーズ）
- 自主映画
- スクリーン・サイズ
- スクリーン・プロセス
- スコープ・サイズ
- スター・システム
- スタンダード・サイズ
- スタント、スタントマン
- スチル写真
- スチルカム
- ステディカム
- スピンオフ
- スローモーション
- セッシュウ
- 前衛映画 → アヴァンギャルド映画
- 宣伝
- 操演

## た行
- タイアップ
- タイイン
- 大作主義
- 代役
- ダブル・ミーニング
- ディゾルヴ（オーバーラップ）
- ティルト
- ディレクターズ・カット
- 低速度撮影（ロースピード撮影）
- テクニカラー
- デジタル合成
- テレシネ
- テレフィーチャー
- トーキー
- 特撮
- ドグマ95
- ドライブイン・シアター
- ドリー
- ドルビーラボラトリーズ
- ドルビーSR
- ドルビーSRD
- ドルビー・デジタル・サラウンドEX

## な行
- 長回し
- 日本ヌーヴェルヴァーグ
- ヌーヴェルヴァーグ
- 日本アカデミー賞協会
- 日本映画
- 日本語字幕
- ニッケルオデオン
- ネオ・レアリスモ

## は行
- 配給
- 配給収入
- パナビジョン
- ビスタ（・サイズ）
- パースペクティブ
- ハレーション
- バレ消し
- バレットタイム
- パロディアス・ユニティー
- パナフレックス
- パンフォーカス
- パン
- ビデオスルー
- ピンク映画
- ファイナル・カット権
- フィルムクルー
- フィルム・コミッション
- フィルム・ノワール
- フラッシュバック
- ブルーバック
- プリプロダクション
- プログラムピクチャー
- 編集（モンタージュ）
- ポストプロダクション
- ホワイト、ホワイトバランス
- 本編

## ま行
- マカロニ・ウェスタン
- ミュージカル映画
- ムービーカム
- メタファー
- モノローグ

## ら行
- リメイク
- リテイク
- レイティング・システム
- 連続活劇
- ローアングル
- ロケハン
- ロング、ロングショット

## わ行
- ワイヤーアクション
- ワイヤー消し

## アルファベット
- BGM
- Cineon
- DLP（DLP上映）
- DPV
- DPX
- DV
- DVCPRO
- HD24P
- HDV
- IMAX
- OpenEXR
- SFX
- VFX

## 用語の選択の参考にした文献
- 山下 慧、井上 健一、松崎 健夫、2012、『現代映画用語辞典』、キネマ句報社 ISBN 978-4-87376-367-5